# 明日はときめく
『明日はときめく』（あすはときめく）は、小湊よつ葉の楽曲。小湊名義では初の楽曲であり、音楽レーベル・SOD recordsの1作目の配信シングルとして、2022年6月27日に配信された。

## 概要
- 2022年5月16日にソロデビュー曲『明日はときめく』のミュージックビデオを公開した。
- MVのラストに「私、AVにでる」のメッセージを残しており[2]、公開初日に10万回再生を突破。6月に入ると35万回超まで記録を伸ばした[1]。
- 小湊はフェアリーズ時代にソロ楽曲を担当したことはあるが、単独で曲がリリースされるのは今作が初となる。(『Mr.Platonic』井上理香子ver. に収録)
- 6月27日にSOD recordsからApple Music、Spotifyなど音楽配信サイトでリリース開始。
- 同日には小湊のAVデビュー作『小湊よつ葉 AV DEBUT』もリリース開始された。
- 同作のチャプター1にはMVの「私、AVにでる」のメッセージのないバージョンが収められている。
- また、エンディングにはアフターショットを含めたリリックビデオが収録されている。
- 2023年10月12日発売（9月26日先行配信）のAV作品としてのベスト盤『SODstar小湊よつ葉 アーティスト兼AV女優 初ベスト！デビューから10作品豪華8時間スペシャル』にMV収録。

## 収録曲
1. 明日はときめく
  - 作詞：小湊よつ葉／作曲：Imaginary Tone

## 制作背景
- 小湊のAV作品制作が決まったあとに楽曲制作が決定され、2022年6月17日に配信された、「小湊よつ葉のちょっと込み入った話」#07で小湊が明かした話によると、歌を出したいという気持ちが先にあったわけではなく、SOD側が「AVと同時に曲を出すと面白いんじゃないの？」[3]と提案という形で持ってきた話とのこと。
- メロディーに関しては、小湊が「明るい曲調にしたい」という明確なイメージを持っており、作曲家に提案した[4]。
- 詞は小湊が箇条書きで新たなスタートと希望の想いを書き、その後担当者が曲にあてはめ再構成する形をとっている。
- 小湊によれば「AVに出ると決めた時の感情を書いた」「いま思うとちょっと尖っていた」が「素直で人間ぽくていい」とのこと[5]。作曲はImaginary Toneが担当した[6]。
- 小湊自身はMVの制作や、後述するアドトラックの運行などは想定していなかったという[7]。
- ミュージックビデオは小湊の地元である、長崎の街並みを舞台に撮影された。

## プロモーション

### アドトラック
- 発売日当日の6月27日から7月3日までの1週間、楽曲をプロモーションするアドトラックが渋谷を中心に走行された。
- 28日には小湊本人がアドトラックの前で会見を行ない、トラックに乗り込む、後続車に乗り追いかけるなどのパフォーマンスを見せた[5][8]。

### デビューイベント
- 2022年8月27日、SHIBUYA TSUTAYAで行われたイベントでCD盤が配布された。同イベントでは初めてファンを前にしての歌唱も行った[9]。
- MCは1部がプロデューサーの高岡哲也、2部が鬼越トマホーク[9]。このほか、2枚目のシングル発売も発表[10]。

### タイアップ
- 「小湊よつ葉のちょっと込み入った話」#01～16（2022年5月16日‐8月29日、Spotify）オープニング＆エンディングテーマ